# رافاييل إلياس
رافاييل إلياس هو لاعب كرة قدم برازيلي في مركز الهجوم، ولد في 4 ديسمبر 1999 في ساو باولو في البرازيل. لعب سابقاً مع نادي بني ياس و نادي بالميراس.

## وصلات خارجية
- رافاييل إلياس على موقع رابطة كرة القدم اليابانية للمحترفين (اليابانية)
- رافاييل إلياس على موقع Soccerway.com (الإنجليزية)